# Agalloch
Agalloch es una banda estadounidense formada en 1995 en Portland, Oregón. La banda realiza un progresivo y experimental estilo de folk metal que abarca una gama ecléctica de tendencias, incluyendo el neo folk, el post-rock, el doom metal y el black metal. Agalloch utiliza ampliamente el recurso de incluir arreglos de guitarras acústicas junto al sonido de las guitarras eléctricas, siendo éste, principalmente, el sonido folk que caracteriza al grupo. 

## Historia
Agalloch se inicia como un proyecto de John Haughm y Shane Breyer. A comienzos de 1996 el dúo comienza a producir canciones, y durante el verano Don Anderson ingresa a la banda para llevarla hacia un sonido más refinado, debido a que, como se puede ver en el primer demo, la influencia cruda del Black Metal es clara. Estas canciones serían incluidas en este demo, de nombre From Which of This Oak, que sale en el otoño de aquel año. Esta grabación muestra una gran influencia del black metal, con una amplia gama de matices que aparecería después en los álbumes subsiguientes. Poco después de grabar, Jason William Walton ingresa a la banda como bajista.
En 1998 graban una nueva cinta promocional solamente para las disqueras. Ésta llama la atención de "The End Records", quienes les ofrecen un contrato para grabar, dando como resultado el álbum Pale Folklore. El álbum muestra menos influencia del black metal que antes, varias demos totalmente reeditadas, más elementos folk e interludios neoclásicos. El álbum fue aclamado por la crítica. Después de que se completara la grabación, Breyer se retira de la banda. En este primer álbum encontramos canciones que marcaron la pauta para la evolución musical de Agalloch; Dead winter days, The melancholy spirit o As embers dress the sky son fácilmente rastreables incluso en los últimos trabajos de la banda.
Después de un período de inactividad, la banda lanza un EP con material inédito entre 1998-2001, titulado Of Stone, Wind and Pillor, mostrando aún más elementos neoclásicos y experimentales y voces menos distorsionada. Una hermosa obra de música atmosférica y ambiental, incluyendo un cover de la banda Sol Invictus (banda).
En el periodo de 2001 a comienzos de 2002, graban The Mantle. Este álbum da un cambio bastante más melódico, casi completamente con voces sin distorsión y una cantidad de instrumentación de música marcial.
En el 2003 graban el EP Tomorrow Will Never Come y en el 2004 lanzan el EP The Grey. En el 2006 lanzan Ashes Against the Grain, bajo la disquera "The End Records", con guitarras acústicas menos prominentes, dándole al álbum un sonido diferente al de sus trabajos anteriores. Es considerado su mejor álbum. Y, sin duda, ha sido uno de los trabajos más versátiles, dinámicos e innovadores que ha engendrado el Metal Extremo en los últimos años.
En febrero de 2008 lanzan su cuarto EP "The White" un trabajo puramente neo-folk con toques ambient. A finales del 2008 se prevé el lanzamiento de su primer DVD con material en vivo.
El 13 de mayo de 2016, el grupo anuncia su separación en su página oficial de Facebook.
El 18 de abril de 2023 la banda anunció su regreso para el Prophecy Fest 2023 en Balver Höhle en Balve, Alemania, del 7 al 9 de septiembre de 2023, con el nuevo baterista Hunter Ginn.

## Miembros

### Actuales
- John Haughm - Voces, guitarras (eléctricas y acústicas), batería
- Don Anderson - Guitarras (eléctricas y acústicas), Piano
- Jason William Walton - Bajo
- Aesop Dekker - Batería

### Pasados
- Chris Greene - Batería
- Shane Breyer - Teclados

Cronología

## Discografía

### Álbumes
- Pale Folklore 1999
- The Mantle 2002
- Ashes Against the Grain 2006
- Marrow of the Spirit 2010
- The Serpent & The Sphere 2014

### Demos y EP
- From Which of this Oak (Demo LP) 1997
- Of Stone, Wind and Pillor (EP) 2001
- Tomorrow Will Never Come (EP) 2003
- The Grey (EP) 2004
- The White (EP) 2008
- Faustian Echoes (EP) 2012

### Compilaciones
- The Demonstration Archive: 1996-1998 2008
- The Compendium Archive 2010